# Budziszki
Budziszki (prononciation : [buˈd͡ʑiʂki]) est un village polonais de la gmina de Stary Lubotyń dans le powiat d'Ostrów Mazowiecka de la voïvodie de Mazovie dans le centre-est de la Pologne.
Il se situe à environ 17 kilomètres au nord d'Ostrów Mazowiecka (siège du powiat) et à 102 kilomètres au nord-est de Varsovie (capitale de la Pologne).
Le village compte approximativement une population de 126 habitants en 2006.

## Histoire
De 1975 à 1998, le village appartenait administrativement à la voïvodie d'Ostrołęka.